# Platymantis weberi
Platymantis weberi és una espècie de granota que viu a Papua Nova Guinea i Salomó.